# Nấm kim châm
Nấm kim châm là một loài nấm màu trắng được sử dụng trong ẩm thực các nước châu Á như Nhật Bản, Trung Hoa, bán đảo Triều Tiên. Đây là giống trồng của Flammulina velutipes. Dạng cây mọc hoang có màu khác.
Nấm có hình giá đậu nhưng với kích thước lớn. Mũ nấm lúc còn non có hình câu hay hình bán cầu, về sau chuyển sang dạng ô. Mũ nấm có màu vàng ở giữa có màu vàng thẫm hơn. Cuống có màu trắng hay vàng nhạt, nửa dưới có màu nâu nhạt. Đây là nấm tươi hoặc đóng hộp, với các chuyên gia khuyên dùng khi nấm tươi với mũ chắc, màu trắng, mũ bóng, và tránh dùng nấm có thân nhầy nhụa hoặc hơi nâu Loại nấm này theo truyền thống được sử dụng nấu món lẩu, nhưng cũng có thể được sử dụng cho món salad và các món ăn khác. Có thể bảo quản bằng cách ướp lạnh trong khoảng một tuần. 

## Đặc tính đối với cơ thể
Nấm kim châm có các chất chống oxy hóa như ergothioneine.
Nghiên cứu tại Đại học Quốc gia Singapore lần đầu tiên xuất bản năm 2005 cho rằng thân cây nấm kim châm có chứa một số lượng lớn của một protein, chỉ định 5, giúp điều hòa hệ thống miễn dịch. Động vật thử nghiệm cho thấy có thể sử dụng đối với khả năng sử dụng làm vắc xin và miễn dịch ung thư.
Nó cũng chứa flammutoxin, một loại protein cytolytic và cardiotoxic, mà có thể hấp thụ kém bằng đường ăn uống kém.